# Єрохін Андрій Леонідович
Єро́хін Андрі́й Леоні́дович (нар. 27 липня 1966, смт Сахновщина Харківської області) — український науковець у галузі інформаційних технологій, доктор технічних наук (з 2006), професор (з 2006), декан факультету комп'ютерних наук Харківського національного університету радіоелектроніки.

## Біографія
Андрій Єрохін народився 27 липня 1966 у смт Сахновщина Харківської області.
У 1988 закінчив  Кафедру конструювання радіоапаратури Харківського інституту радіоелектроніки та вступив до його аспірантури, яку завершив у 1992 році, захистивши кандидатську дисертацію за спеціальністю «радіофізика».
З 1993 по 1994 роки він був науковим співробітником, а згодом став доцентом кафедри програмного забезпечення електронно-обчислювальних машин (зараз - кафедра Програмної інженерії) Харківського інституту радіоелектроніки.
З 1994 року почав працювати за сумісництвом у Харківському інституті внутрішніх справ. А у 2005 році його призначають начальником кафедри інформатики Харківського інституту внутрішніх справ.
Андрій Єрохін у 2006 році успішно захистив дисертацію на здобуття вченого ступеня доктора технічних наук за спеціальністю «системи та засоби штучного інтелекту» на базі Харківського національного університету радіоелектроніки. Наступного року йому було присвоєне вчене звання професора, а з 2008 року він працює за сумісництвом на кафедрі програмного забезпечення електронно-обчислювальних машин Харківського національного університету радіоелектроніки.
Андрія Єрохіна у 2010 році призначають керівником навчально-наукового інституту психології, менеджменту, соціальних та інформаційних технологій при Харківському національному університеті внутрішніх справ. У 2012 році він стає помічником ректора, а у 2013 — відповідальним секретарем приймальної комісії Харківського національного університету радіоелектроніки.
З 2015 року — декан факультету Комп’ютерних наук, заступник голови приймальної комісії ХНУРЕ.

## Наукова робота
До кола наукових інтересів Андрія Єрохіна входить дослідження проблематики інформаційних технологій керування під час позаштатних ситуацій, розробка засобів візуалізації позаштатних ситуацій у складних системах. Інтелектуальні системи виявлення структури та закономірностей в даних. Інтелектуальні системи «medical data mining». Розробка інтелектуальних програмно-апаратних систем. Використання нечітких методів для паралелізації обробки даних.
Під керівництвом Андрія Єрохіна було захищено три кандидатські (В. М. Бурцева, А.С. Бабій і О. П. Турута) і одна докторська дисертація (А.С. Нечипоренко).
Також він є членом спеціалізованих рад із захисту дисертацій, запрошеним професором Університету WSG (м. Бидгощ, Польща), членом організаційних та програмних комітетів наукових конференцій.

## Творчий доробок
Андрій Єрохін є автором понад 120 публікацій.
1. Ерохин А. Л. Моделирование взаимодействий внешних факторов с системой когнитивных функций человека-оператора // Бионика интеллекта: науч.-техн. журнал. — 2013. — № 1(80). — С.41—44.
2. Бандурка О. М., Бурцев Вал. М., Бурцев Вол. М., Єрохін А. Л., Стеценко О. П. Пристрій для дозованої і цілеспрямованої подачі газоподібних сумішей у простір / Патент на корисну модель № 62230. МПК B05B 1/00, B05B 3/00, B05B 9/00, B05B 11/00. Зареєстровано 25.08.2011. Бюл.№ 16. — 16 с.
3. Бондаренко М. Ф., Бурцев Вал. М., Бурцев Вол. М., Єрохін А. Л. Світловий інформаційний екран диспетчерського пульту моніторингу складних систем / Патент на винахід № 83569. МПК G09F 9/00, G09F 13/00. Зареєстровано 25.07.2008. Бюл. № 14. — 19 c.
4. Єрохін А. Л., Самсонов В. В. Методи та засоби Інтернет-технологій: Навч. посібник. — Харків: ТОВ «Компанія СМІТ», 2008. — 264 с.
5. Єрохін А. Л. Візуалізація нештатних подій в складно-організованих системах // Відбір і обробка інформ. Міжвідомчий збірник наукових праць Фізико-механічного інституту ім. Г. В. Карпенка НАН України. — 2006. — Вип. 24 (100). — С.29—34.
6. Yevgen Biletskiy, Valentina Chikina, Andriy Yerokhin and others. Methods and Models for Decision Making Support at Emergency Events in Power Systems / WSEAS Transactions on Systems. Issue 8, Vol.4, Aug 2005. — p.1349—1353.
7. Yevgen Biletskiy, Valentina Chikina, Andriy Yerokhin and others. Methods and Models for Control of Emergency Situations in Power Systems / WSEAS Transactions on Systems. Issue 8, Vol.4, Aug 2005. — p.1339—1348.
8. Andriy Yerokhin, Valentina Chikina and others. Decision Making Support at Emergency Situations in Electric Systems / The 4th IASTED International Conference on Power and Energy Systems (EuroPES 2004), Rhodes, Greece, 2004. — p.199—204.
9. Єрохін А. Л. Топології просторових інформаційних моделей електричних мереж / Електроенергетичні та електромеханічні системи. Вісник Національного університету «Львівська політехніка». — № 479. — Львів. — 2003. — с.72—79.
10. Yerokhin A., Semenets V., Nechyporenko A., Turuta O., Babii A. F-transform 3D Point Cloud Filtering Algorithm // 2018 IEEE Second International Conference on Data Stream Mining & Processing (DSMP). — 2018. — p. 524—527.

## Відзнаки та нагороди
- Медаль «За відзнаку в службі ІІ ступеня» (2002);
- Медаль «За відзнаку в службі І ступеня» (2006);
- Медаль МВС України «За розвиток науки, техніки та освіти» (2010).
- Дипломант X обласного конкурсу «Вища школа Харківщини — кращі імена» в номінації «Науковець» (2008);
- Дипломант XI обласного конкурсу «Вища школа Харківщини — кращі імена» в номінації «Викладач фундаментальних дисциплін», Почесна грамота Харківської міської ради (2009);
- Грамота Харківської Єпархії Української Православної Церкви «За старанні труди на славу Святої Церкви і Богом береженого народу».
- Дипломант ХХ обласного конкурсу “Вища школа Харківщини – кращі імена у номінації «Декан факультету» (2018).
- Почесна Грамота Міністерства освіти і науки України (2020).